# Chhattisgarh High Court

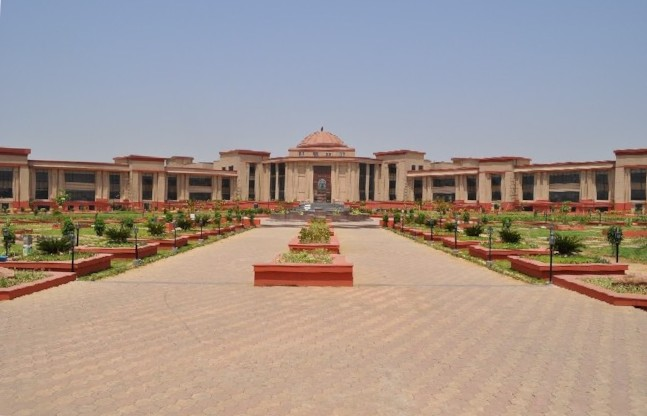
Gebäude des Chhattisgarh High Court

Der Chhattisgarh High Court (Hindi छत्तीसगढ़ उच्च न्यायालय) ist das oberste Gericht des indischen Bundesstaats Chhattisgarh. Das Gericht wurde im Jahr 2000 mit der Gründung des Bundesstaats als 19. High Court in Indien eingerichtet und hat seinen Sitz in der Stadt Bilaspur.

## Geschichte
Am 1. November 2000 wurde aus den 16 östlichen Distrikten Madhya Pradeshs der neue Bundesstaat Chhattisgarh geschaffen. Gesetzliche Grundlage war der Madhya Pradesh Reorganisation Act, 2000, ein vom indischen Parlament beschlossenes Gesetz, das durch Unterschrift des damaligen Staatspräsidenten K. R. Narayanan am 25. August 2000 in Kraft gesetzt wurde. Da nach Kapitel 5, § 214 der indischen Verfassung jeder Bundesstaat einen eigenen High Court haben soll, enthielt der Madhya Pradesh Reorganisation Act, 2000 in Abschnitt 4 die Bestimmung, dass ein High Court für den neuen Bundesstaat einzurichten sei. Dem Staatspräsidenten wurde das Recht eingeräumt, den Sitz des High Courts zu bestimmen. Zum Sitz des neuen High Courts wurde per Präsidialverordnung vom 27. Oktober 2000 nicht Raipur, die designierte Hauptstadt Chhattisgarhs, sondern Bilaspur bestimmt.
Der neue High Court wurde am 1. November 2000 durch B. N. Kirpal, Richter am Obersten Gericht Indiens, in Anwesenheit von Arun Jaitley, Staatssekretär (Minister of State) im Justizministerium, Bhawani Singh, dem obersten Richter am Madhya Pradesh High Court, Ajit Jogi, dem ersten Chief Minister von Chhattisgarh und R. S. Garg, dem ersten amtierenden Obersten Richter am Chhattisgarh High Court, eröffnet.
Anfänglich hatte der High Court sechs Richter. Angesichts der Zahl von 22.000 offenen Fällen, die aus der bisherigen Zuständigkeit des Madhya Pradesh High Courts an den Chhattisgarh High Court transferiert worden waren, wurde die Richterzahl auf acht erhöht. Nachdem die Zahl der offenen Verfahren die Hunderttausender-Marke überschritten hatte, wurde die Zahl der Richter im Jahr 2007 auf 18 erhöht. Derzeit arbeiten 22 Richter am Chhattisgarh High Court. Unter dem obersten Richter T. B. Radhakrishnan wurden beginnend ab 2016 Urteile nicht nur in Englisch, sondern auch in Kopie in Hindi herausgegeben. Im Jahr 2019 wurden mehr als 39.000 Fälle abgearbeitet und etwa 45.000 Verfahren kamen neu hinzu.
Am 3. Januar 2011 wurde das neue Gebäude des High Courts in Bodri, einem Außenbezirk von Bilaspur, seiner Bestimmung übergeben. Die großzügig geplante Anlage umfasst eine Fläche von 44.500 m².